# Jordi Burillo
Jordi Burillo Puig (* 7. Dezember 1972 in Barcelona) ist ein ehemaliger spanischer Tennisspieler und Tennistrainer.

## Leben
Burillo wurde 1991 Tennisprofi und erreichte beim ATP-Challenger-Turnier in São Paulo das Doppel-Finale. Im darauf folgenden Jahr schlug er Boris Becker in der zweiten Runde des ATP-Turniers von Barcelona und gewann als Qualifikant 1993 seinen einzigen Einzeltitel beim Turnier in Bologna. Zudem stand er im Finale von Florenz, wo er Thomas Muster unterlag. 1995 gewann er durch einen Finalsieg über Carlos Moyá das Challenger-Turnier von Barcelona, zudem stand er im Finale von Palermo, welches er knapp gegen Francisco Clavet verlor. Nachdem er 1996 wegen einer Operation am Sprunggelenk hatte pausieren müssen, gewann er im Jahr darauf an der Seite von Alberto Berasategui seinen einzigen Doppeltitel auf der ATP World Tour. Seine höchste Notierung in der Tennis-Weltrangliste erreichte er 1995 mit Position 43 im Einzel und 1996 mit Position 100 im Doppel.
Sein bestes Einzelergebnis bei Grand-Slam-Turnieren war das Erreichen der dritten Runde von Wimbledon 1994. Im Doppel stand er 1998 im Achtelfinale  der French Open.
Burillo spielte 1994 zwei Einzelpartien für die spanische Davis-Cup-Mannschaft. Bei der Viertelfinalbegegnung gegen Deutschland verlor er sein erstes Einzel gegen Michael Stich in vier Sätzen. Sein zweites Einzel gegen Marc-Kevin Goellner konnte er in zwei Sätzen zwar gewinnen, es war jedoch bedeutungslos, da Spanien bereits uneinholbar zurücklag.
Nach dem Ende seiner Profikarriere war Burillo Trainer von Julián Alonso.

## Turniersiege
| Legende                       |
| Grand Slam                    |
| Tennis Masters Cup            |
| ATP Masters Series            |
| ATP International Series Gold |
| ATP International Series (2)  |

### Einzel
| Nr. | Datum        | Turnier | Belag | Finalgegner         | Ergebnis      |
| --- | ------------ | ------- | ----- | ------------------- | ------------- |
| 1.  | 17. Mai 1993 | Bologna | Sand  | Andrei Tscherkassow | 7:6, 6:7, 6:1 |

### Doppel
| Nr. | Datum          | Turnier   | Belag | Partner             | Finalgegner                | Ergebnis |
| --- | -------------- | --------- | ----- | ------------------- | -------------------------- | -------- |
| 1.  | 14. April 1997 | Barcelona | Sand  | Alberto Berasategui | Pablo Albano Àlex Corretja | 6:3, 7:5 |